# Kompatibilitet (mekanik)
Kompatibilitet är i mekanik en likformig deformation hos kroppar, på så sätt att de sitter ihop med varandra.
Kompatibilitet brukar vara ett villkor i ekvationer i hållfasthetslära.